# Sattelhorn
Pour les articles homonymes, voir Sattelhorn (homonymie).
Le Sattelhorn est un sommet des Alpes bernoises, en Suisse, situé dans le canton du Valais, qui culmine à 3 744 m d'altitude. 

## Géographie
Situé juste à l'ouest de l'Aletschhorn, dont il est séparé par le Kleines Aletschhorn, il surplombe, à l'est, le Langgletscher et le Lötschental et, au nord, le glacier du Grosser Aletschfirn.

## Premières ascensions
- 26 août 1883 : arête est par Karl Schultz, Alexander Burgener et Joseph Rittler[2].
- 1er août 1900 : arête nord par L. et M. Dufour.

## Accès
- Cabane Hollandia CAS (3 235 m).